# Péter Pázmány
Péter Pázmány (ur. 4 października 1570 w Nagyvárad (ob. Oradea), zm. 19 marca 1637 w Pozsony (ob. Bratysława) – węgierski duchowny katolicki, arcybiskup metropolita ostrzyhomski, prymas Węgier i kardynał; kontrreformator, teolog i filozof. Początkowo przebywał w Krakowie, następnie uczył się w Wiedniu i studiował teologię w Rzymie.

## Życiorys
W 1635 założył w Nagyszombat (obecnie Trnawa) katolicką uczelnię - Uniwersytet Trnawski - z której później powstał Uniwersytet im. Loránda Eötvösa w Budapeszcie. W latach 1921–1950 uczelnia nosiła jego imię. W 1950 został od niej odłączony Wydział Teologii, z którego powstał Katolicki Uniwersytet Pétera Pázmánya.
Pázmány podjął pierwsze starania o beatyfikację męczenników koszyckich. Polecił on swemu wikariuszowi, biskupowi Waradynu Emerykowi Lósyemu zebranie świadków i spisanie od nich świadectw pod przysięgą. Po zebraniu zeznań od świadków w informacyjnym procesie przedwstępnym stwierdzono, iż męczennicy ponieśli śmierć wyłącznie w wyniku wyznawania wiary katolickiej. W listach z września 1628 roku arcybiskup Pázmány poinformował papieża Urbana VIII o coraz szerszym kulcie oddawanym trzem duchownym i poprosił o beatyfikację.